# Léa Seydoux
Léa Seydoux, ursprungligen Léa Hélène Seydoux-Fornier de Clausonne, född 1 juli 1985 i Paris, är en fransk skådespelare och fotomodell. Hon är mest igenkänd för sitt stora genombrott i filmen Blå är den varmaste färgen (2013) där hon vid Filmfestivalen i Cannes tilldelades Guldpalmen tillsammans med regissören Abdellatif Kechiche och medskådespelaren Adèle Exarchopoulos. Det var första gången som guldpalmsjuryn valde att prisa inte bara regissören till en film utan även skådespelarna.

## Biografi

### Uppväxt
Léa Seydoux föddes i Passy, Paris sextonde arrondissement men växte upp i området Quartier Saint-Germain-des-Prés. Hon hade en strikt protestant uppfostran men anser sig inte vara religiös. Hon har sex syskon, tre äldre halvsyskon från hennes fars första äktenskap. En äldre helsyster och två yngre bröder i faderns nya äktenskap med modellen Farida Khelfa. Föräldrarna skilde sig när hon var tre.
Hennes föräldrar är affärsmannen Henri Seydoux och Valérie Schlumberger. Hennes far är barnbarn till uppfinnaren Marcel Schlumberger och hennes mor barnbarn till hans bror Maurice Schlumberger. Familjen Seydoux är ett viktigt namn inom den franska filmindustrin. Léas farfar Jérôme Seydoux sitter i styrelsen för filmbolaget Pathé. Jérômes bröder är Nicolas Seydoux och Michel Seydoux. Nicolas sitter i styrelsen för filmbolaget Gaumont och Michel är en filmproducent. Trots sin familjs inflytande säger Léa att hon inte fått hjälp av sin familj och ville faktiskt först bli operasångerska och studerade musik på Conservatoire de Paris.
Seydoux familjens inflytande gjorde dock att Léa omgavs av celebriteter när hon växte upp och fick bekanta sig med fotografen Nan Goldin, musikerna Mick Jagger och Lou Reed samt skodesignern Christian Louboutin. Hon fick åka på sommarläger i USA för att lära sig engelska. Hennes mor är en före detta skådespelare som blivit filantrop. Hon är grundare av klädföretaget Compagnie d'Afrique du Sénégal et de l'Afrique de l'ouest (CSAO), som företräder afrikanska designers. Hon har också startat en välgörenhet för hemlösa barn i Dakar. Léa har varit modell för klädföretaget.

### Tidig karriär
Seydoux hoppade på grund av sin blyghet av sin operautbildning. När hon var 18 år gammal bestämde hon sig för att bli skådespelare. Hon har sagt att hon blev kär i en skådespelare och ville imponera på honom. Hon läste några teaterkurser på skolan Les Enfants Terribles. 2004 hade hon en liten roll i en TV-serie och 2005 syntes hon i en musikvideo av den franska artisten Raphaël. Redan året därpå hade hon en av de större rollerna i filmen Mes Copines (2006). Hon syntes också i Une vieille maîtresse (2007), 13 French Street (2007) och kortfilmen La Consolation (2007) som visades på Cannes filmfestival. Under denna tid var hon också modell för American Apparel.

### Genombrott
Seydoux fick stor uppmärksamhet när hon medverkade i den Christophe Honoré regisserade filmen La Belle personne (2008). Rollen gav henne en Chopard Award på Cannes filmfestival och hon nominerades också till ett Césarpris i kategorin Mest lovande kvinnliga skådespelare. Hon hade sen en av huvudrollerna i Miraklet i Lourdes (2009) och en mindre roll i Quentin Tarantinos Inglorious Basterds (2009). Hon porträtterade Isabella av Angoulême bredvid Russel Crowe i den Ridley Scott regisserade Robin Hood (2010). Samma år medverkade hon också i Mistérios de Lisboa och i Rebecca Zlotowskis Belle Épine. Den sistnämnda gav henne ytterligare en nominering till Césarpriset.

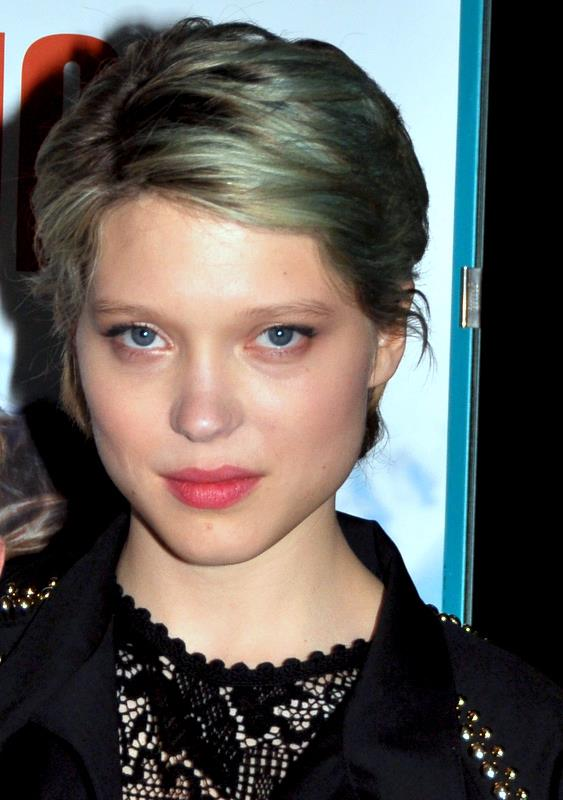
Léa Seydoux 2012.

Seydoux provspelade som rollen för Lisbeth Salander i den amerikanska versionen av The Girl with the Dragon Tatoo, men rollen gick i slutändan till Rooney Mara. Istället syntes hon i Woody Allen filmen Midnatt i Paris (2011) och spelade mot Tom Cruise och Jeremy Renner i Mission: Impossible – Ghost Protocol (2011). Hon syntes sedan som huvudrollsinnehavare i de hyllade filmerna Les Adieux à la reine (2012) och Syster (2012). I båda filmerna skulle även Seydoux bli kritikerrosad och för Les Adieux à la reine skulle hon återigen bli nominerad till Césarpriset.
Seydoux stora genombrott skedde med hennes huvudroll i filmen Blå är den varmaste färgen (2013). Hon blev unisont hyllad för sin insats och den gjorde henne till en internationell stjärna. Vid Filmfestivalen i Cannes 2013 tilldelades hon Guldpalmen tillsammans med regissören Abdellatif Kechiche och medskådespelaren Adèle Exarchopoulos. Det var första gången som guldpalmsjuryn valde att prisa inte bara regissören till en film utan även skådespelarna. Hon skulle även få Lumières Awards och Césarpriset. Filmen skulle också bli kontroversiell för sina intima sexscener och arbetsförhållandena under inspelningen.

### Vidare karriär
Seydoux syntes sedan i den Wes Anderson regisserade The Grand Budapest Hotel (2014). Hon skulle sedan få huvudrollen i Journal d'une femme de chambre (2015) där hennes karaktär var särskilt skriven åt henne. Filmen bygger på romanen med samma namn av Octave Mirbeau. Även om filmen fick blandad kritik så blev Seydoux hyllad. Hon medverkade samma år bredvid Colin Farrell i den hyllade Yorgos Lanthimos filmen The Lobster. Filmen skulle komma att få juryns pris på Cannes Filmfestival och även en Oscarsnominering. Det året syntes hon också bredvid Daniel Craig som bondbruden Madeleine Swann i Spectre (2015).
2016 gav Frankrikes kulturminister Fleur Pellerin, Seydoux en Arts et Lettres-orden. 2018 syntes hon bredvid Ewan McGregor i filmen Zoe och satt i juryn på Cannes Filmfestival. Hon syntes året efter i det franska kriminaldramat Oh, Mercy! som även den tävlade om guldpalmen. Hon återvände sen i både Wes Anderson filmen The French Dispatch (2021) och i rollen som Madeleine Swann i Bond-filmen No Time to Die (2021). Hon syntes sedan bredvid Kristen Stewart och Viggo Mortensen i den David Cronenberg regisserade Crimes of the Future (2022). Filmen hade premiär på Cannes Filmfestival och kom att bli Seydoux 17:de film som hade premiär på festivalen. Hon syntes sedan i ensemblen som Lady Margot i Dune: Part Two (2024).

## Privatliv
Seydoux bor i Paris med sin partner André Meyer och deras son Georges, född 18 januari 2017.
Under MeToo, 2017, var Seydoux en av de som anklagade Harvey Weinstein för sexuella övergrepp.
2022 blev hon utsedd som riddare i Hederslegionen av den franska regeringen.
I juni 2024 skrev Seydoux tillsammans med 230 franska artister under en petiton till Frankrikes president Emmanuel Macron där de krävde att Frankrike erkänner Palestina som stat.

## Filmografi (i urval)

### Film
| År   | Titel                                | Roll                   | Notering |
| ---- | ------------------------------------ | ---------------------- | -------- |
| 2006 | Mes copines                          | Aurore                 |          |
| 2007 | La Consolation                       | Camille                | Kortfilm |
| 2007 | Une vieille maîtresse                | Olivia                 |          |
| 2007 | 13 French Street                     | Jenny                  |          |
| 2008 | De la guerre                         | Marie                  |          |
| 2008 | Des poupées et des anges             | Gisèle                 |          |
| 2008 | Les Vacances de Clémence             | Jacki                  | TV-film  |
| 2008 | La Belle Personne                    | Junie                  |          |
| 2009 | Miraklet i Lourdes                   | Maria                  |          |
| 2009 | Des illusions                        | Tunnelbaneflicka       |          |
| 2009 | Inglourios Basterds                  | Charlotte LaPadite     |          |
| 2009 | Plein sud                            | Léa                    |          |
| 2010 | Robin Hood                           | Isabella av Angoulême  |          |
| 2010 | Petit tailleur                       | Marie-Julie            | Kortfilm |
| 2010 | Sans laisser de traces               | Fleur                  |          |
| 2010 | Belle Épine                          | Prudence Friedmann     |          |
| 2010 | Roses à crédit                       | Marjoline              |          |
| 2010 | Mistérios de Lisboa                  | Blanche de Montfort    |          |
| 2011 | Midnatt i Paris                      | Gabrielle              |          |
| 2011 | Mission: Impossible – Ghost Protocol | Sabine Moreau          |          |
| 2011 | Time Doesn't Stand Still             | Elle                   | Kortfilm |
| 2011 | Le roman de ma femme                 | Eve                    |          |
| 2012 | Les Adieux à la reine                | Agathe-Sidonie Laborde |          |
| 2012 | Syster                               | Louise                 |          |
| 2013 | Blå är den varmaste färgen           | Emma                   |          |
| 2013 | Grand Central                        | Karole                 |          |
| 2014 | La Belle et la Bête                  | Belle                  |          |
| 2014 | The Grand Budapest Hotel             | Clotilde               |          |
| 2014 | Saint Laurent                        | Loulou de la Falaise   |          |
| 2015 | Diary of a Chambermaid               | Célestine              |          |
| 2015 | The Lobster                          | Loner Leader           |          |
| 2015 | Spectre                              | Madeleine Swann        |          |
| 2016 | Inte hela världen?                   | Suzanne                |          |
| 2018 | Zoe                                  | Zoe                    |          |
| 2018 | Kursk                                | Tanya                  |          |
| 2019 | Oh Mercy!                            | Claude                 |          |
| 2021 | The French Dispatch                  | Simone                 |          |
| 2021 | Tromperie                            | Den engelska älskaren  |          |
| 2021 | A feleségem története                | Lizzy                  |          |
| 2021 | France                               | France de Meurs        |          |
| 2021 | No Time to Die                       | Madeleine Swann        |          |
| 2022 | Crimes of the Future                 | Caprice                |          |
| 2022 | En vacker dag...                     | Sandra Kienzler        |          |
| 2023 | La Bête                              | Gabrielle              |          |
| 2024 | Dune: Part Two                       | Margot Fenring         |          |
| 2024 | Le Deuxième Act                      | Florence               |          |

### TV
| År   | Titel               | Roll               | Notering                            |
| ---- | ------------------- | ------------------ | ----------------------------------- |
| 2004 | Père et Maire       | La Lycéenne        | Avsnitt: "Responsabilité parentale" |
| 2011 | Mistérios de Lisboa | Blanche de Monfort | Långfilmen som TV-serie             |